# Mercedes-Benz W 152
 (août 2023).
Si vous disposez d'ouvrages ou d'articles de référence ou si vous connaissez des sites web de qualité traitant du thème abordé ici, merci de compléter l'article en donnant les références utiles à sa vérifiabilité et en les liant à la section « Notes et références ».

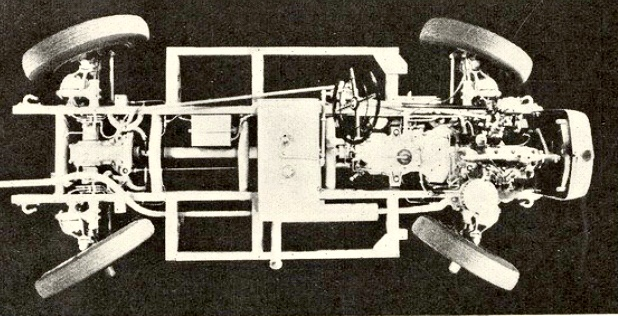
Châssis de la Mercedes-Benz W 152

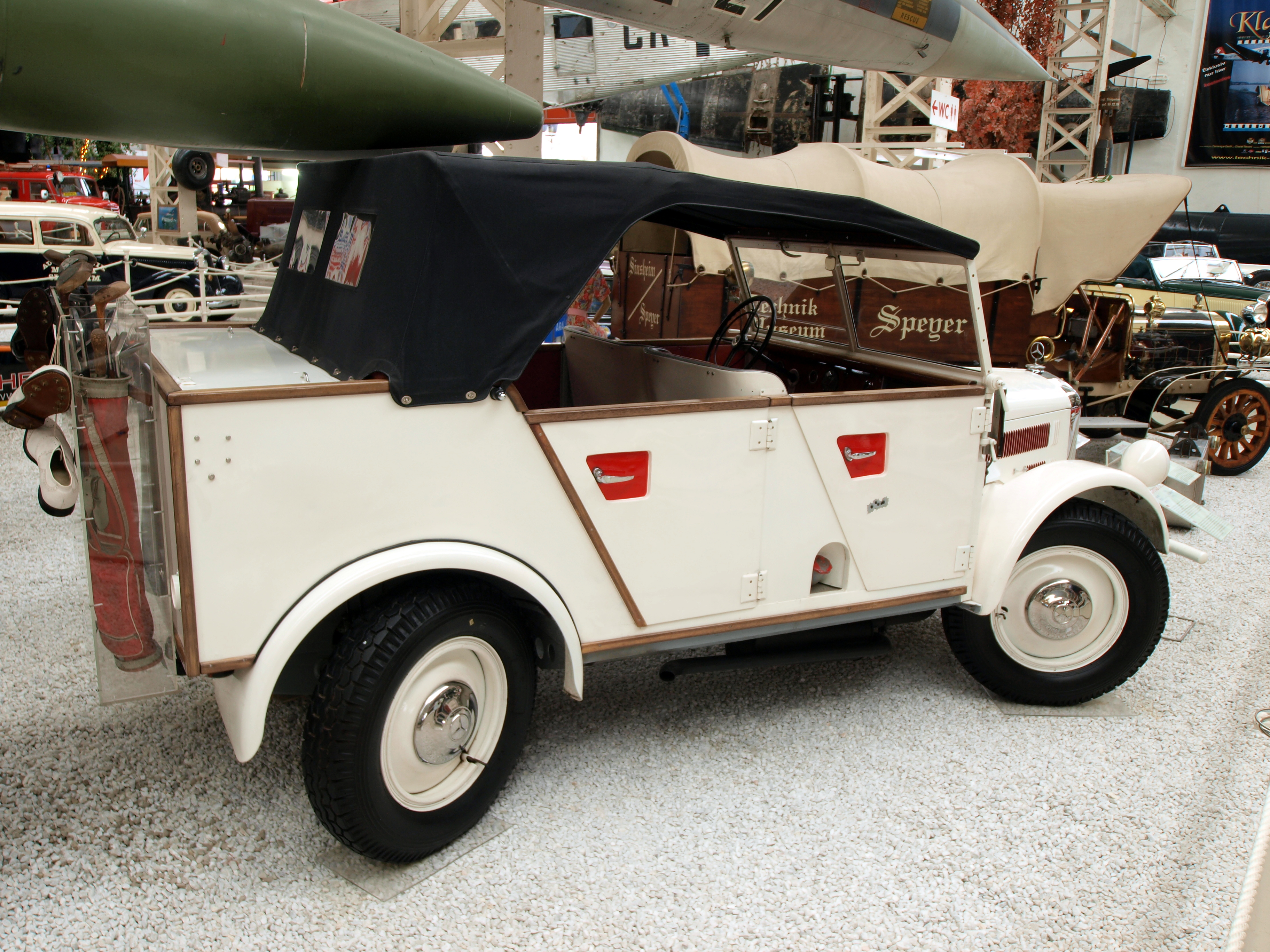
Mercedes-Benz G5 véhicule utilitaire léger militaire

Le Mercedes-Benz W 152, appelé Type G5, était un véhicule tout-terrain construit par Daimler-Benz de 1937 à 1941 à des fins militaires et civiles. Il s'agissait d'un développement ultérieur de la Type 170 VL infructueuse. Afin de pouvoir développer une activité lucrative avec le réarmement de l'Allemagne sous le Troisième Reich, l'usine a fait cette troisième tentative.
Son empattement a été augmenté de 5 mm par rapport à celui de sa prédécesseur, il est désormais de 2 530 mm. L'avant avec la calandre verticale a été légèrement modernisé. La voiture a reçu le moteur quatre cylindres en ligne de 2 006 cm³ à soupapes latérales de la Type 200 V avec un taux de compression de 6,5:1 et une puissance de 45 ch (33 kW) à 3 700 tr/min. Le moteur développe un couple maximal de 125 Nm (12,8 mkp) à une vitesse de 1 800 tr/min. Une boîte de vitesses à cinq rapports non synchronisée transmet la puissance aux quatre roues. Les trois différentiels à blocage, un sur chaque essieux et un dans l'arbre à cardan, étaient nouveaux. La direction intégrale de la Type 170 VL, qui permet de désactiver la direction de l'essieu arrière, a été adoptée. Les roues arrière sont suspendues à un essieu oscillant à ressorts hélicoïdaux. L'essieu avant est désormais également doté de ressorts hélicoïdaux et de doubles triangles. Les quatre roues sont équipées de freins hydrauliques.
La vitesse maximale du vehicule est passée à 85 km/h en fonctionnement normal; avec la direction intégrale activée, elle est restée à 30 km/h. Cependant, la voiture, plus lourde de plus de 600 kg, n'autorise qu'une charge utile de 270 kg au lieu des 500 kg des prédécesseurs. Lors de la dixième course de trois jours en basse montagne de 1938, un pilote avec un G5 a remporté une médaille d'or.
L'Heereswaffenamt ne manifesta à nouveau aucun intérêt et Daimler-Benz décida donc de présenter la voiture au public lors du Salon de l'automobile de Londres au Earls Court Exhibition Centre en octobre 1938. En plus de la carrosserie véhicule utilitaire léger militaire ouvert, il y avait aussi un véhicule utilitaire léger militaire avec quatre portes et une capote simple à l'usage de la police et des autorités similaires, et un "véhicule colonial et de chasse" avec quatre portes normales fixées au montant B, des vitres latérales et une capote doublée à l'épreuve des tropiques.
En trois ans, 378 unités ont été vendues, presque toutes en-dehors de l'Allemagne.

## Production W 152
| Année | 1937 | 1938 | 1939 | 1940 | total |
| ----- | ---- | ---- | ---- | ---- | ----- |
| W 152 | 3    | 79   | 115  | 181  | 378   |